# Cotolay
Cotolay es una película dramática española de 1965 dirigida por José Antonio Nieves Conde, coautor también del guion junto con Luis Ligero, basada en una leyenda gallega sobre la fundación de Francisco de Asís en el siglo XIII. Fue protagonizada por Vicente Parra, Conrado San Martín y José Bódalo.

## Sinopsis
Galicia, siglo XIII. Después de una larga peregrinación por el Camino de Santiago, tres frailes llegan a Santiago de Compostela. Después del largo viaje no tienen dinero ni comida. Pero conocen un niño, Cotolay, que se ocupa de ellos y los lleva al bosque de su abuelo para que se unan a los otros leñadores. Uno de los frailes es Francisco de Asís, quien después de tener una revelación rezando ante la tumba del apóstol decide fundar un convento en aquel lugar y fundó la Orden Franciscana con sus dos compañeros de viaje, Juan de Florencia y Bernardo de Quintanar. El pequeño Cotolay les ayudará a conseguirlo y así fundarán el actual convento de San Francisco do Val de Deus.

## Reparto
- Vicente Parra - Francisco de Asís
- Didier Haudepin - Cotolaya 'Cotolay'
- José Bódalo - Maese Mateo
- Conrado San Martín - Juan de Florencia
- José Bastida - Bernardo de Quintanar
- Ramón Centenero - Martín
- Santiago Ontañón - Abad
- Roberto Rey - Abuelo
- Xan das Bolas - Monje

## Premios
En los Premios del Sindicato Nacional del Espectáculo de 1965 fue galardonado con el primer premio, dotado con 250.000 pesetas.